# Miura
Miura (Japans: 三浦市, Miura-shi) is een havenstad in de prefectuur Kanagawa in Japan. De oppervlakte van deze stad is 32,28 km² en medio 2010 heeft de stad ruim 48.000 inwoners.
De stad ligt op het uiteinde van het schiereiland Miura en zowel aan de Sagamibaai in het westen als aan de Baai van Tokio in het oosten.

## Geschiedenis
Miura werd op 1 januari 1955 een stad (shi) na samenvoeging van de gemeentes Misaki (崎町, Misaki-chō) en Minamishitaura (南下浦町, Minamishitaura-chō) en het dorp Hasse (初声村, Hasse-mura).

## Verkeer
Miura ligt aan de Keikyu-lijn van de Keihin spoorwegmaatschappij.
Miura ligt aan de nationale autoweg 134 en aan de prefecturale wegen 26, 215 en 216. De Jogashimabrug is een tolweg.

## Economie
Bij Miura hoort de haven van het stadsdeel Misaki. Deze haven was in de 19e eeuw de belangrijkste, tegenwoordig de een na belangrijkste haven voor de tonijnvisserij, waaronder blauwvintonijn.

## Bezienswaardigheden
- Miura 'marathon', een halve marathon en een 5 km en 10 km loop over heuvelachtig terrein in de eerste week van maart.
- Jogashima (城ヶ島), een eiland met natuurschoon, sinds 1960 door een brug met de stad verbonden.
- Miura-strand; de stad kent drie stukken strand waar ook veel gesurft wordt.
- Kainan schrijn, met festiviteiten in januari en april, waar een 800 jaar oude Japanse notenboom staat.

## Stedenband
Miura heeft een stedenband met
- Warrnambool, Australië, sinds juli 1992.

## Aangrenzende steden
- Yokosuka